# Вране на Влтави
Вране на Влтави (чеш. Vrané nad Vltavou) је насељено мјесто са административним статусом сеоске општине (чеш. obec) у округу Праг-запад, у Средњочешком крају, Чешка Република.

## Становништво
Према подацима о броју становника из 2014. године насеље је имало 2.470 становника.